# Sécheron
Sécheron est un quartier de Genève (Suisse) situé au nord de la ville, entre la série de parcs publics qui bordent le lac Léman et le quartier des Nations.

## Toponymie
Le nom « Sécheron » apparaît en 1310, il désignerait une prairie sèche, un terrain asséché ou un « pré en pente », en patois.

## Historique
Ce quartier était au XXe siècle le siège des Ateliers de Sécheron, au sein du site industriel de Sécheron. Il abrite aujourd'hui plusieurs organisations internationales, notamment l'Organisation mondiale du commerce (OMC) dans le Centre William Rappard, l'Organisation météorologique mondiale (OMM), le Centre européen de la culture.